# James Abercromby
James Abercromby även stavad Abercrombie, född 1706, död 1781, var en brittisk officer, känd i militärhistorien för att ha beordrat de blodigt misslyckade frontalanfallet under slaget vid Fort Carillon 1758.

## Ungdom och tidiga karriär
James Abercromby blev officer vid 11 års ålder, tjugo år senare var han kapten. Österrikiska tronföljdskriget gav utrymme för en snabbare befordran och 1746 utnämndes Abercromby till överste. Under detta krig tjänstgjorde han som generalkvartermästare vid en brittisk expedition till Flandern. Under fransk-indianska kriget blev han befordrad till generalmajor och utnämnd till brigadchef. 1757 utnämndes han till brittisk överbefälhavare i Nordamerika.

## Fort Carillon
Under 1758 års fälttåg hade Abercromby till uppgift att ta Fort Carillon med en armé om 15 000 man. Denna armé landsteg fem kilometer söder om det franska fortet den 6 juli 1756. Den första framryckningen slutade i kaos då truppen gick vilse i skogen. Fransmännen hade omkring 3 600 man bakom förhuggningar. Eftersom britterna trodde att fransmännen snart skulle få förstärkningar och då hans ingenjörer ansåg att de franska ställningarna inte var särskilt formidabla, omgrupperade Abercromby armén och beslöt den 8 juli att avstå från en formell belägring utan istället omedelbart genomföra ett frontalanfall utan artilleriförberedelser. Efter fyra timmars blodiga strider avbröt Abercromby anfallet. Britterna hade då förlorat 1944 man. Därefter beordrade han armén att retirera söderut.

## Senare liv
Abercromby återkallades till Storbritannien och ställdes inför krigsrätt, där han frikändes. Han fick aldrig föra något militärt befäl igen men utnämndes till vice ståthållare på Stirling Castle. Anciennitetsprincipen gjorde att han fortsatte att befordras inom generalitetet tills han uppnådde generals grad 1772.